# Michał Domińczak
Michał Paweł Domińczak (ur. 29 września 1973) – architekt i historyk urbanistyki, dr hab. inż. arch.

## Życiorys
Domińczak w 1997 ukończył studia na w Wydziale Budownictwa, Architektury i Inżynierii Środowiska Politechniki Łódzkiej, a następnie Podyplomowe Studium Konserwacji Zabytków Architektury Politechniki Warszawskiej w 2000. W 2008 obronił pracę doktorską pt. „Forma przestrzeni miejskiej jako efekt ewolucji systemów prawnych na przełomie XIX i XX wieku”, za którą został nagrodzony nagrodą Ministra Infrastruktury dla najlepszej pracy doktorskiej z dziedziny planowania przestrzennego. W 2022 dokonał habilitacji na Politechnice Gdańskiej.
Od 1997 jest wykładowcą w Instytucie Architektury i Urbanistyki, Kolegium Gospodarki Przestrzennej oraz International Faculty of Engineering na Politechnice Łódzkiej. W latach 2003–2005 był Architektem Miasta Zgierza, doprowadzając na tym stanowisku do założenia w 2003 pierwszego w Polsce parku kulturowego „Miasto Tkaczy”. W latach 2005–2007 był Miejskim Konserwatorem Zabytków w Łodzi. W latach 2013–2014, po uzyskaniu stypendium Fulbrighta, prowadził program badawczy pt. „Form-Based Codes as an effective Instrument of Revitalization and Urban Planning – American Case Studies” na Uniwersytecie Miami.
Był twórcą i prezesem zarządu (2018–2022) Wojskowego Biura Projektów Budowlanych, podlegającego Ministerstwu Obrony Narodowej, w ramach którego odpowiadał za projekty realizacji infrastruktury dla samolotów Lockheed Martin F-35 Lightning II i statków bezzałogowych MQ-9 Reaper w 32 Bazie Lotnictwa Taktycznego w Łasku, a także był odpowiedzialny za rozbudowy Jednostki Specjalnej GROM im. Cichociemnych Spadochroniarzy Armii Krajowej (JW 2305) w Warszawie.
Należy do grona ekspertów Centrum Analiz Klubu Jagiellońskiego ds. gospodarki przestrzennej, jest członkiem Izby Architektów Rzeczypospolitej Polskiej, Izby Inżynierów Budownictwa Rzeczypospolitej Polskiej, Polskiego Komitetu Międzynarodowej Rady Ochrony Zabytków ICOMOS UNESCO oraz Congress for the New Urbanism, od 2008 jest członkiem Miejskiej Komisji Urbanistycznej w Zgierzu, od 2018 należy do Wojewódzkiej Rady Ochrony Zabytków przy Łódzkim Wojewódzkim Konserwatorze Zabytków, od 2021 jest członkiem Rady Naukowej Instytutu Rozwoju Miast i Regionów. Współpracuje z czasopismem „Nowa Konfederacja”.

## Realizacje
- Projekt rekonstrukcji i konserwacji średniowiecznego grodziska oraz budowy zespołu muzealnego w Tumie pod Łęczycą.
- Programy rewitalizacji m.in. w Łodzi i Zgierzu[3].

## Publikacje
- Typologia łódzkiej kamienicy (2016)[7],
- Nowa urbanistyka: metodyka i zasady projektowania według SmartCode (Łódź 2020)[8]